# Euchromia neglecta
Euchromia neglecta là một loài bướm đêm thuộc phân họ Arctiinae, họ Erebidae.